# جي. بي. فوكوا
جي. بي. فوكوا هو سياسي أمريكي، ولد في 26 يونيو 1918، وتوفي في 5 أبريل 2006 في أتلانتا في الولايات المتحدة. نشط حزبياً في الحزب الديمقراطي. وقد انتخب عضو مجلس ولاية جورجيا ‏ وانتخب عضو مجلس نواب جورجيا ‏.